# Etherius z Nikomédie
Svatý Etherius z Nikomédie byl mučedníkem za pronásledování křesťanů císařem Diocletianem. Zemřel roku 304 v Nikomédii.
Jeho svátek se slaví 18. června.